# صفاء علي نعمة
صفاء علي نعمة من مواليد 1959 هو مصارع عراقي. تنافس في المصارعة الحرة بوزن 90 كيلوغرام في أولمبياد صيف 1980.

## روابط خارجية
- صفاء علي نعمة على موقع اللجنة الأولمبية الدولية (الإنجليزية)
- صفاء علي نعمة على موقع أوليمبيديا (الإنجليزية)